# Julieta (2016)

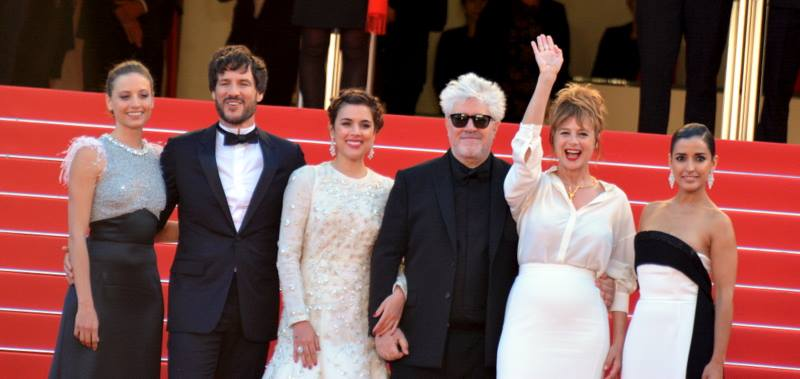
Almodóvar mit seinen Hauptdarstellerinnen, Cannes 2016; von links: Michelle Jenner, Daniel Grao, Adriana Ugarte, Pedro Almodóvar, Emma Suárez, Inma Cuesta

Julieta ist ein Melodram des spanischen Regisseurs Pedro Almodóvar aus dem Jahr 2016. Die Produktion nach einem Drehbuch Almodóvars basiert lose auf drei Kurzgeschichten der kanadischen Schriftstellerin Alice Munro, die 2004 in ihrer Sammlung Tricks erschienen. Der Film erzählt die drei Jahrzehnte umfassende Geschichte der gleichnamigen Titelfigur, gespielt von Adriana Ugarte und Emma Suárez, die nach zahlreichen Verlusten im engsten Familienkreis einen Nervenzusammenbruch erleidet.
Der Film startete am 8. April 2016 in den spanischen Kinos, in Frankreich lief er zum ersten Mal beim Filmfestival von Cannes am 17. Mai 2016, der deutsche Kinostart war am 4. August 2016.

## Handlung
Julieta, um die Anfang fünfzig, löst ihre Wohnung in Madrid auf, um mit ihrem Lebenspartner Lorenzo Gentile nach Portugal zu ziehen, mit der bestimmten Absicht nicht mehr zurückzukommen. Sie verpackt ihre Bücher und wichtige Dokumente in Umzugskartons, entsorgt das, wovon sie sich bei dieser Gelegenheit trennen will, darunter, etwas zögerlich, einen Briefumschlag. Auf der Straße begegnet ihr Bea, die engste Freundin ihrer Tochter Antía in Jugendtagen. Bea erzählt, dass sie Antía zufällig vor ein paar Tagen in Como beim Shopping getroffen habe. Die beiden hatten sich seit etwa zwölf Jahren nicht mehr gesehen und auch keinerlei Kontakt. Es gehe Antía gut; sie habe drei Kinder. Sie sei aber sehr schmal geworden. Man merkt, dass Julieta diese Information sehr erregt aufnimmt; sie traut sich kaum, Genaueres zu fragen. Wieder zu Hause kramt sie im Papierkorb nach dem weggeworfenen Umschlag, in dem sich ein zerrissenes Foto von ihr mit Antía befindet. Als am Abend Lorenzo anruft, nimmt sie nicht ab, und als er sie am nächsten Tag aufsucht und irritiert danach fragt, eröffnet sie ihm unverblümt, sie habe es sich wegen der Umsiedlung anders überlegt und sie bleibe in Madrid. Die Trennung von Lorenzo nehme sie in Kauf. Dieser kann seine Enttäuschung kaum unterdrücken, und auf seine Vorhaltungen hin gibt sie unumwunden und scheinbar unbeteiligt zu, immer ein Lebensgeheimnis vor ihm bewahrt zu haben. Julieta mietet eine Wohnung in dem Haus an, in dem sie damals mit Antía gelebt hatte, räumt diese karg ein, setzt sich an den Schreibtisch und schreibt in eine Kladde ihre Erinnerungen in Form eines Briefes an Antía.
In der Rückblende wird gezeigt, wie Julieta Xoan, Antías Vater, einen galicischen Fischer, im Zug kennen lernt. Es war ihre große Liebe auf den ersten Blick. Schon bald kommt Antía zur Welt. Die Situation ist nicht einfach: Xoan bewahrt sich als selbständiger Fischer sein freies Leben, unterhält weiterhin eine sexuelle Beziehung zu Ava, einer Künstlerin, mit der auch Julieta freundschaftlich verbunden ist. Und dann ist da noch die ältliche und geheimnisvolle Haushälterin Marian. Sie wacht eifersüchtelnd über Xoan, misstraut von Anfang an Julieta und verlässt den Haushalt schließlich im Zwist und mit einem spröden Rachefluch auf den Lippen. Antía verehrt ihren Vater wie einen Gott und ist kaum davon zu überzeugen, die Ferien in einem Camp anstatt, wie sie sich erträumt, auf dem Fischerboot mit dem Vater zu verbringen. Während Antías Abwesenheit erfährt Julieta, dass Xoan mit seiner Freundin Ava geschlafen hat. Julieta fühlt sich betrogen und sie laufen im Streit auseinander. Julieta verlässt wütend das Haus; Xoan fährt aufs Meer fischen. Ein Sturm wütet vor der galicischen Küste. Julieta will Xoan telefonisch warnen. In den Nachrichten im Fernsehen wird von Schiffen in Seenot berichtet. Schnell wird klar, dass Xoan tödlich verunglückt ist. Julieta ruft Antía im Feriencamp an, um ihr die Todesnachricht zu überbringen, trifft dort aber auf eine euphorische Situation. Antía hat sich mit Bea angefreundet und will mit ihr für einige Zeit auf Einladung von Beas Eltern nach Madrid. Julieta und Ava bestatten gemeinsam die Asche von Xoan in der tosenden Brandung. Julieta teilt Antía den Tod ihres Vaters erst nach der Beerdigung in Beas Wohnung mit. Beas Mutter schlägt vor, dass sie zu Bea ziehen, wo Julieta in eine tiefe und lang anhaltende Depression fällt. Sie ist voller Schuldgefühle. Antía reist zum elterlichen Haus, um den Hausstand zu liquidieren, wo sie auch der Haushälterin Marian begegnet. Antía wächst in ihrer Sorge und Pflege der Mutter über sich hinaus; sie ist rational, stark und hilft der Mutter wieder auf die Beine. Als Antía volljährig wird, plant sie eine längere Auszeit in einer spirituellen Klausur in den Pyrenäen. Sie verabschiedet sich in auffälliger Weise von ihrer Mutter und unterbindet jede Sentimentalität. Als Julieta sie nach der vereinbarten Zeit abholen möchte, ist Antía aus dem spirituellen Zentrum verschwunden. Die Leiterin gibt zu, dass sie den Aufenthaltsort von Antía kenne, verweigert aber kaltherzig der Mutter den Kontakt, vorgeblich auf Antías Wunsch. Julieta beauftragt die Polizei, die nichts unternimmt, da Antía volljährig ist. Antía bleibt verschollen.
Nach und nach lebt Julieta in ihrer Einsamkeit mit großen Schuldgefühlen und im stetigen Bewusstsein, von ihrer so sehr geliebten Tochter verstoßen worden zu sein. Der Beruf, Lehrerin der klassischen Philologie, hilft Julieta zu überleben. Ihre Freundin Ava leidet zunehmend unter Multipler Sklerose, liegt in einem Madrider Hospital und weiht Julieta in das ein, was damals geschehen war, als Antía gekommen war, um den Haushalt aufzulösen. Die ehemalige Haushälterin Marian hatte ihre Chance ergriffen und Antía erzählt, wie sich die Eltern im Streit getrennt hatten. Antía begann an die Schuld der Mutter zu glauben, behielt dieses Wissen aber für sich. Im Krankenhaus und bei der Bestattung von Ava begegnet Julieta Lorenzo Gentile, einem Freund von Ava, der ihr neuer Lebensgefährte wird. Hier endet die Rückblende.
Nachdem Julieta diesen Bericht beendet hat, fällt sie wieder in eine tiefe Depression. Als sie auf einem Spielplatz von Antía und Bea träumt, kommt Bea auf sie zu; Julieta erkennt sie nicht einmal. Jetzt erst berichtet Bea die ganze Geschichte der Begegnung in Como. Antía habe bei der Begegnung in Como auch nur auf Drängen mit Bea gesprochen. Vor zwölf Jahren sei Bea vor Antía, mit der sie eine lesbische Beziehung verband, und deren häufigen Wutausbrüchen in die USA geflohen und habe seitdem wie Julieta keinen Kontakt zu Antía gehabt. Julieta bricht auf der Straße zusammen und wird von einem Auto angefahren. Lorenzo Gentile ('gentile' (ital.) = freundlich, liebenswert), der wieder in Madrid ist, wird Zeuge und kümmert sich einfühlsam um Julieta im Krankenhaus. Er findet das Foto und die Kladden in Julietas Wohnung. Sie fragt, ob er ihren Bericht gelesen habe. Er verneint, das stünde ihm nicht zu. Er könne, sagt Julieta, die Kladden wegwerfen. Sie vergleicht ihre verzweifelte Situation mit der eines vormals 'trockenen' Alkoholikers, bei dem auch der kleinste Schluck alles wieder zunichte mache.
Schließlich erhält Julieta einen Brief. Sie erkennt sofort Antías Schrift, worauf sie diesen in äußerster Erregung liest. Auf der Rückseite ist als Absender Antía mit dem Wohnort Sonogno (Kanton Tessin, Schweiz) genannt. Im Brief erzählt sie von ihrer grenzenlosen Verzweiflung über den Tod ihres neunjährigen Sohnes Xoan, der in einem Fluss ertrunken sei. Daraufhin habe sie begonnen, das Leiden ihrer Mutter zu verstehen.
In der Schlussszene fahren Lorenzo und Julieta nach Sonogno, und der Film endet mit einem Panorama über den Comer See auf die über Olcio liegenden Hänge am Fuß des Grignone-Massivs.

## Kritiken
Michael Meyns von Filmstarts befand, dass Julieta mit „Ernsthaftigkeit und ungewohnter Bodenhaftung“ besteche. Almodóvar präsentiere sich „nicht mehr so exaltiert und pathetisch wie früher, aber immer noch mit großer Empathie für seine (meist weiblichen) Figuren“.
Die Zeitschrift Cinema urteilte, dass die „leidenschaftlichen Gefühle der Figuren einen reizvollen Kontrast zu den farbenprächtigen, streng komponierten Bildern“ bildeten. Almodóvar sei eine „ebenso feinfühlige wie vielschichtige Studie über die Einsamkeit geglückt, die den Zuschauer bis zur letzten Sekunde gefangen“ nehme.
Jörg Taszman bezeichnet Julieta in seiner Rezension für Deutschlandradio nach Alles über meine Mutter und Sprich mit ihr als „einer der schönsten Filme der letzten 20 Jahre“. Der Film zeige mit Suárez und Ugarte „vor allem zwei großartige Darstellerinnen“ und reihe sich unmittelbar in Almodóvars „erlesene Frauendramen“ ein.
Andreas Kilb, Feuilletonkorrespondent für die Frankfurter Allgemeine Zeitung, schrieb, dass Almodóvars Julieta mit der linken Hand inszeniert habe und aus wundervoll „gewobenen Symmetrien der Vorlage“ in Munros Geschichten „großes Kino“ mache. Er interessiere „sich nicht für Strukturen, sondern für Gefühle, den kurzen Jubel des Glücks und den langen Geigenton der Sehnsucht.“ Sein Kino sähe aus „wie in seinen besten Zeiten. Und das ist eine Kunst.“
Susanne Ostwald, Redakteurin der Neuen Zürcher Zeitung bezeichnete den Film als die Quintessenz von Almodóvars Schaffen, in der „motivisch alles zusammenfällt, was seine großen Filme geprägt“ habe. Julieta fehle trotz aller Dramatik eine „ordentliche Prise schwarzen Humors“ und baue „daher nicht die Kraft früherer Meisterwerke auf – zu stark rekurriert er auf sein eigenes Schaffen, zu wenig neue erzählerische Ideen setzt er um“.
Frankfurter Rundschau-Filmkritiker Daniel Kothenschulte befand, dass die von Hitchcock inspirierte Adaption „auf imponierend ehrgeizige Art gescheitert“ sei. Für Almodóvar sei es „wohl einfacher, den Ausdruck von Gefühl im Kino darzustellen als Leid im Zustand der Verdrängung. Aber es wäre wohl auch einfacher gewesen, die Rolle nicht noch auf zwei überforderte Darstellerinnen zu verteilen“.
Daniela Sannwald vom Tagesspiegel schrieb, dass aus Julieta „kein großer Film geworden [sei], noch nicht einmal ein durchweg unterhaltsamer“. Die Dramaturgie des Films unkonzentriert – „von der unnötig verschachtelten Rückblendenstruktur bis hin zu den vielen Voice-over-Kommentaren, die jahrelange Entwicklungen in zwei Sätze zusammenfassen, als ob es keine Montagesequenzen gäbe“.

## Auszeichnungen
Julieta wurde bei den Filmfestspielen von Cannes von Jahres 2016 für die Goldene Palme nominiert. Der Film fungierte als spanischer Kandidat für den Oscar 2017 in der Kategorie Bester fremdsprachiger Film, wurde jedoch nicht für die Trophäe nominiert. Emma Suárez wurde im Jahr 2017 mit einem Goya als Beste Hauptdarstellerin ausgezeichnet.